# Hallertau
Hallertau es una región de Baviera, en Alemania. Es la zona de plantaciones de lúpulo más importante del mundo, con 178 km² dedicados a su cultivo. De acuerdo con la Asociación Internacional de Cultivadores de Lúpulo, Alemania produce aproximadamente un tercio del lúpulo mundial (empleado como aromatizante y estabilizador durante la fermentación de la cerveza), del cual un 80 % procede de la zona de Hallertau.
Hallertau se ubica aproximadamente entre las ciudades de Ingolstadt, Kelheim, Landshut, Moosburg, Freising y Schrobenhausen.
Se divide en varios distritos alemanes:
- Abensberg
- Altmannstein
- Au in der Hallertau
- Geisenfeld
- Hohenwart
- Langquaid
- Mainburg
- Nandlstadt
- Neustadt an der Donau
- Pfaffenhofen an der Ilm
- Pfeffenhausen
- Rottenburg an der Laaber
- Siegenburg
- Wolnzach